# Шляйц
Шляйц (нім. Schleiz) — місто в Німеччині, розташоване в землі Тюрингія. Входить до складу району Заале-Орла.
Площа — 83,03 км2. Населення становить 8866 ос. (станом на 31 грудня 2021).

## Географія

### Адміністративний поділ
Місто  складається з 10 районів:
- Мешліц
- Грохвіц
- Обербемсдорф
- Лессау
- Лангенбух
- Вюстендіттерсдорф
- Дресвайн
- Грефенварт
- Ошиц
- Гайнріксру